# Brawley
Brawley és una població dels Estats Units a l'estat de Califòrnia. Segons el cens del 2000 tenia 22.052 habitants.

## Demografia
Segons el cens del 2000, Brawley tenia 22.052 habitants, 6.631 habitatges, i 5.265 famílies. La densitat de població era de 1.460,4 habitants/km².
Dels 6.631 habitatges en un 48% hi vivien nens de menys de 18 anys, en un 56% hi vivien parelles casades, en un 17,5% dones solteres, i en un 20,6% no eren unitats familiars. En el 17,1% dels habitatges hi vivien persones soles el 7,1% de les quals corresponia a persones de 65 anys o més que vivien soles. El nombre mitjà de persones vivint en cada habitatge era de 3,28 i el nombre mitjà de persones que vivien en cada família era de 3,71.
Per edats la població es repartia de la següent manera: un 34,5% tenia menys de 18 anys, un 9,6% entre 18 i 24, un 28,2% entre 25 i 44, un 18,1% de 45 a 60 i un 9,6% 65 anys o més.
L'edat mitjana era de 30 anys. Per cada 100 dones de 18 o més anys hi havia 92,5 homes.
La renda mitjana per habitatge era de 31.277 $ i la renda mitjana per família de 35.514 $. Els homes tenien una renda mitjana de 34.617 $ mentre que les dones 25.064 $. La renda per capita de la població era de 12.881 $. Entorn del 22,5% de les famílies i el 26,6% de la població estaven per davall del llindar de pobresa.

## Poblacions més properes
El següent diagrama mostra les poblacions més properes.